# Carla’s Song
Carla’s Song ist ein Spielfilm des britischen Regisseurs Ken Loach aus dem Jahr 1996. Die britisch-spanisch-deutsche Co-Produktion basiert auf einem Drehbuch von Paul Laverty, in dem die sandinistische Revolution anhand eines fiktiven Dramas beleuchtet wird.

## Handlung
Carla’s Song erzählt die Geschichte des post-revolutionären sandinistischen Nicaragua. Ken Loach inszeniert die Geschichte einer jungen Musikerin, die aus Nicaragua nach Großbritannien floh, nachdem sie Opfer eines Überfalls von Contras geworden war. Einem Busfahrer aus Glasgow, der sich in die junge Migrantin verliebt, wird die Zeit nach der sandinistischen Revolution erzählt. Die psychischen Probleme Carlas, hervorgerufen durch die Massaker in ihrer Heimat, veranlassen ihn, mit ihr nach Nicaragua zu reisen. Dort begegnet er dem Enthusiasmus der Bevölkerung, andererseits aber auch der politischen Instabilität wegen der Angriffe der Contras auf die Zivilbevölkerung. Dabei erfährt der Busfahrer auch die Geschichte Carlas, die Opfer eines Contra-Überfalls wurde, als sie mit ihrem Freund auf einer Musiktournee unterwegs war. Dieser wurde bei dem Überfall verstümmelt. Am Ende des Films entscheidet sie sich, in Nicaragua zu bleiben, um sich um ihren früheren Freund zu kümmern. Der Busfahrer kehrt nach Schottland zurück.
Der Film bezieht klar eine pro-sandinistische und anti-US-amerikanische Position. Mit Hilfe der Figur des amerikanischen Menschenrechtsaktivisten Bradley, der früher selbst als damaliger CIA-Agent die Contras unterstützt hat, stellt Ken Loach die Geschichte Carlas in den Zusammenhang der US-amerikanischen Containment-Politik der 70er und 80er Jahre in Mittelamerika. In Loachs Werk steht Carla’s Song eng in Verbindung mit Land and Freedom, der die Geschichte der trotzkistischen Milizen im spanischen Bürgerkrieg erzählt. Beide Filme versuchen auf ihre Weise, ein Stück marxistisch- bzw. anarchistisch-revolutionärer Geschichte zu vermitteln.

## Kritik
„Die ungewöhnlich selbstlose Liebesgeschichte ist einem realistischen Kino verpflichtet und vermittelt durch einen dokumentarischen Stil Nähe und Authentizität. Trotz politisch motivierter Parteinahme für die Sache der Sandinisten und einiger Einseitigkeiten ist der Film ein überzeugendes Beispiel für die filmische Thematisierung der verwandelnden Kraft der Liebe.“

## Auszeichnungen
Der Film war 1996 beim Filmfestival in Venedig für den „Goldenen Löwen“ nominiert, er gewann dort die „Goldene Medaille“ des italienischen Senats.